# Приказките на барда Бийдъл
„Приказките на барда Бийдъл“ (на английски: The Tales of Beedle the Bard) е книга с детски приказки от английската писателка Дж. К. Роулинг. Счита се за същата книга, спомената в Хари Потър и Даровете на Смъртта, последната книга от поредицата Хари Потър.
Първоначално книгата е произведена в лимитирана серия, състояща се от седем екземпляра, всеки от тях илюстриран ръчно от Дж. К. Роулинг. Един от тях е бил предложен на търг през 2007 и се е очаквало да се прoдаде за 50 000 паунда (140 000 левa); в крайна сметка е купен за 1,95 милиона паунда (5,44 милиона лв.) от Amazon.com.

## В Хари Потър
Книгата „Приказките на барда Бийдъл“ се появява за първи път в Хари Потър и Даровете на Смъртта. Тя е завещана на Хърмаяни Грейнджър от Албус Дъмбълдор, бивш директор на училището за вълшебство и магия Хогуортс. Описвана е като популярна колекция от приказки за магьосническите деца, затова докато Рон Уизли е запознат с тези истории, Хари Потър и Хърмаяни Грейнджър никога не са чували за тях.
Книгата, която получава Хърмаяни, е копие на оригинала. Описвана е като антична на вид малка книжка. В романа също така пише, че заглавието на книгата е написано с древни руни. Чрез книгата приятелите се запознават с Даровете на Смъртта. Над заглавието на книгата „Приказките на барда Бийдъл“ Хърмаяни открива странен символ, който по-късно става ясно, че е символът на Реликвите. Триъгълникът от символа представлява мантията Невидимка, кръгът в триъгълника символизира Животворния камък, а вертикалната линия представлява Бъзовата пръчка.
Тези три предмета са споменати също и в самата история (виж по-долу) и са били притежание на братята Первел, за които по-късно става ясно, че са предци на Хари Потър. Към края на романа Албус Дъмбълдор също потвърждава връзката на Хари с братята Первел и твърди, че тримата братя може би са създателите на Даровете.

## Резюме

### Вълшебникът и Подскачащото гърне
Тази история е за завещанието на старец, който използва гърнето си, за да вари отвари и антидоти за хората, които се нуждаят от помощ. След смъртта му, той оставя цялото си имущество на единствения си син, който няма качествата, които е имал баща му. След смъртта на баща си синът намира гърнето и пакетче с пантоф, заедно с бележка, на която пишело: „С обич и с надеждата, синко, че никога няма да опреш до него“.
Огорчен от това, че е останал с празни ръце и един пантоф и едно гърне, той отпращал всички, които идвали за помощ при него. Всеки път, когато той откажел да окаже помощ, на гърнето се появявали всички болести на хората, които той отпратил. След това непрекъснато следвало сина. Това продължавало, докато един ден синът най-накрая се предал и започнал да помага на хората в града. По този начин от гърнето се махали болестите, след което най-накрая мистериозният пантоф (който прилягал точно на крака на гърнето) пада.

### Кладенецът на късмета
В тази приказка се разказва за вълшебството, в това да вярваш. Някъде и някога имало магически кладенец, в който можел да влиза само един човек годишно. Всеки, който влизал, се избавял от неволите си. И в този ден на годината, в който се влизало в кладенеца, се събирали стотици хора, решили да опитат късмета си. Встрани от множеството стоели три магьосници – Аша, Алтеда и Амата – които разказвали за проблемите си. Аша страдала от неизлечима болест, Алтеда била останала без дом, злато и пръчка след измама, а Амата била с разбито сърце от магьосник, когото обичала. Трите решават да си помогнат и да влязат заедно при кладенеца. Когато дошъл часа, в който се избира кой да влезе, от земята изпълзява растение, което дръпва Аша. Алтеда и Амата се улавят, но за нещастие дръпват и покрусен на вид рицар. Четиримата преминават през зид и след кратък спор решават да продължат по пътя към магическата вода. След много премеждия, в които се изпитват качествата и страданията на всеки един от героите, те стигат до кладенеца. Там решават да пуснат рицаря в магическата вода. Приказката завършва с неочакван, но щастлив край.